# Nicola III Grammatico
Nicola III Grammatico (XI secolo – Costantinopoli, 1111) è stato un arcivescovo ortodosso bizantino, Patriarca ecumenico di Costantinopoli dal 1084 fino alla sua morte nel 1111.

## Biografia
Educato a Costantinopoli, passò la maggior parte della sua gioventù ad Antiochia di Pisidia dove prese i voti monastici. Scappato dalla città intorno al 1068, quando questa fu posta sotto assedio dai turchi Selgiuchidi, raggiunse Costantinopoli, dove fondò un monastero dedicato a San Giovanni Battista. Nel 1084 fu scelto da Alessio I Comneno per sostituire il deposto patriarca Eustrazio Garida.
Il suo patriarcato, durato quasi tre decenni, fu segnato da molti problemi di natura politica e teologica.